# Ди Жезус, Робенилсон
Робени́лсон Вие́йра ди Же́зус (порт.-браз. Robenílson Vieira de Jesus; род. 24 сентября 1987, Боа-Виста-ду-Тупин) — бразильский боксёр, представитель легчайшей и наилегчайшей весовых категорий. Выступал за сборную Бразилии по боксу в конце 2000-х — середине 2010-х годов, бронзовый призёр Панамериканских игр в Гвадалахаре, победитель и призёр турниров международного значения, участник трёх летних Олимпийских игр. С 2017 года боксирует на профессиональном уровне.

## Биография
Робенилсон ди Жезус родился 24 сентября 1987 года в муниципалитете Боа-Виста-ду-Тупин штата Баия. Проходил подготовку в клубе Associação Champion под руководством тренера Луиса Дореа.

### Любительская карьера
Впервые заявил о себе в 2006 году, выиграв серебряную медаль на панамериканском юниорском чемпионате в Буэнос-Айресе. Год спустя вошёл в основной состав бразильской национальной сборной и выступил на домашних Панамериканских играх в Рио-де-Жанейро, где был остановлен уже на предварительном этапе наилегчайшей весовой категории.
Благодаря череде удачных выступлений удостоился права защищать честь страны на летних Олимпийских играх 2008 года в Пекине — в категории до 51 кг благополучно прошёл первого соперника по турнирной сетке, однако во втором поединке со счётом 6:12 потерпел поражение от таджика Анвара Юнусова и выбыл из дальнейшей борьбы за медали.
В 2011 году побывал на Панамериканских играх в Гвадалахаре, откуда привёз награду бронзового достоинства, выигранную в зачёте легчайшей весовой категории — на стадии полуфиналов проиграл мексиканцу Оскару Вальдесу.
Став бронзовым призёром американской олимпийской квалификации, ди Жезус прошёл отбор на Олимпийские игры 2012 года в Лондоне — на сей раз боксировал в категории до 56 кг и смог выиграть у двоих соперников, в том числе в близком поединке неожиданно взял верх над титулованным россиянином Сергеем Водопьяновым. Тем не менее, в четвертьфинале встретился с не менее титулованным кубинцем Ласаро Альваресом и уступил ему со счётом 11:16.
После лондонской Олимпиады Робенилсон ди Жезус остался в составе боксёрской команды Бразилии и продолжил принимать участие в крупнейших международных турнирах. Так, в 2013 году он выступил на чемпионате мира в Алма-Ате, где в числе прочего выиграл у алжирца Реды Бенбазиза, но проиграл турку Сельчуку Экеру. Боксировал на мировом первенстве 2015 года в Дохе — здесь в 1/16 финала был остановлен представителем Ирландии Майклом Конланом.
Поскольку его страна принимала летние Олимпийские игры 2016 года, как лидер национальной сборной автоматически получил олимпийскую лицензию. В стартовом поединке легчайшего веса взял верх над алжирцем Фахемом Хаммаши, но затем со счётом 0:3 потерпел поражение от американца Шакура Стивенсона, который в итоге стал серебряным призёром этого олимпийского турнира.

### Профессиональная карьера
Вскоре по окончании Олимпиады в Рио-де-Жанейро ди Жезус решил попробовать себя среди профессионалов и в июне 2017 года успешно дебютировал на профессиональном уровне.